# Isotomurus opala
Isotomurus opala är en urinsektsart som beskrevs av Christiansen och Bellinger 1992. Isotomurus opala ingår i släktet Isotomurus och familjen Isotomidae. Inga underarter finns listade i Catalogue of Life.